# Reykjanes

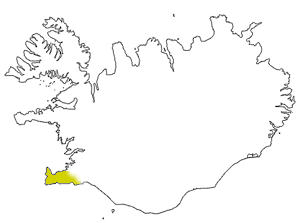
Reykjanes na mapě Islandu

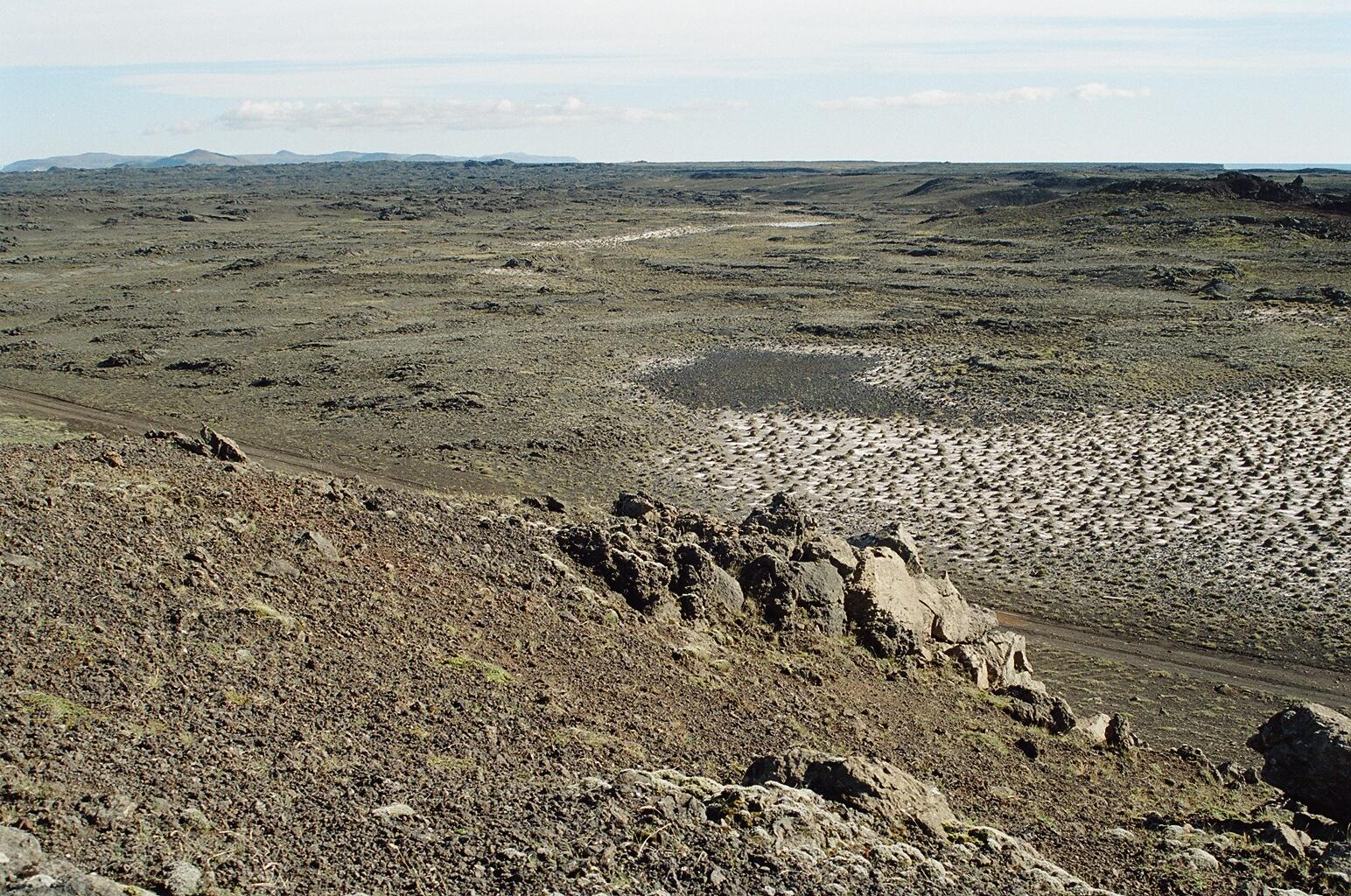
Povrch na Reykjanesu

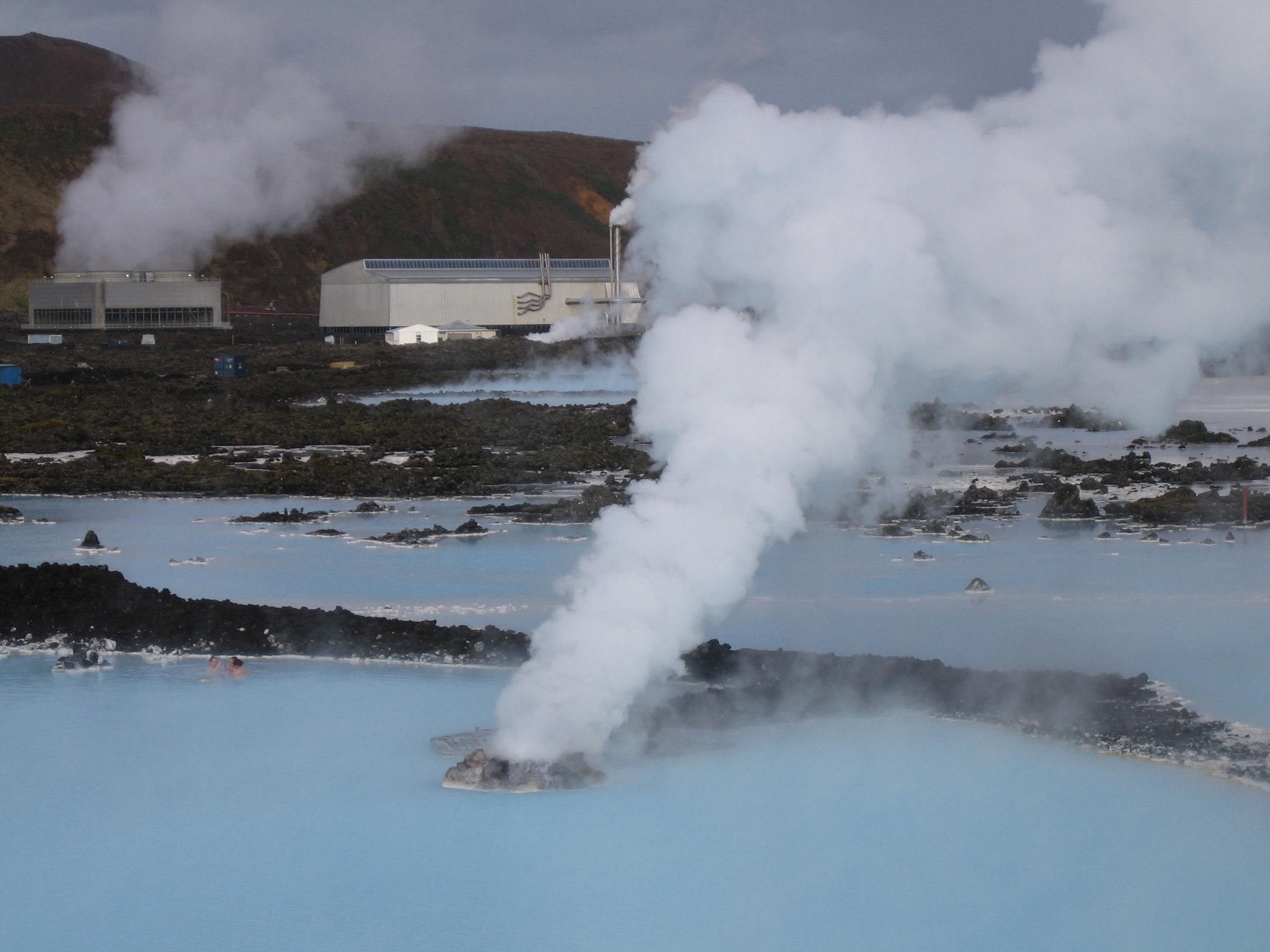
Geotermální elektrárna Svartsengi

Reykjanes (nebo Reykjanesskagi) je poloostrov na jihozápadě Islandu, nedaleko od Reykjavíku. Ze severu ho omývají vody zálivu Faxaflói,
na západě a jihu Atlantský oceán. Je 50 km dlouhý a 20 km široký. Se svou rozlohou okolo 1000 km² zabírá 1 % plochy země.

## Povrch, zajímavá místa
Na poloostrově se nachází několik rybářských městeček (viz níže), největším městem je Keflavík, u nějž se nachází mezinárodní letiště Keflavík a bývalá americká letecká základna.
Reykjanes je jen řídce porostlý vegetací, což je způsobeno silnou vulkanickou činností. Zvláště na jižní polovině Reykjanesu, u jezera Kleifarvatn a v geotermální oblasti Krísuvík, se nachází velké množství horkých pramenů, solfatar a lávových polí.
V oblasti Svartsengi je vybudována geotermální elektrárna. Z kalových nádrží elektrárny vede potrubí do blízkých minerálních lázní Modrá laguna (anglicky Blue Lagoon, islandsky Bláa Lónið). Teplo z elektrárny je vedeno až do Reykjavíku, kde se používá mj. na vyhřívání silnic a chodníků.
Poblíž Grindavíku se přes údolí Álfagjá klene most Leifa Šťastného (postaven roku 2002), který byl pojmenován po slavném mořeplavci Leifu Eiríkssonovi. Údolí od sebe odděluje evropskou a americkou kontinentální desku.

## Města
- Garður 1 486 obyvatel
- Grindavík 2 697 obyvatel
- Hafnir 134 obyvatel
- Keflavík 10 200 obyvatel
- Njarðvík 3 639 obyvatel
- Sandgerði 1 663 obyvatel
- Vogar 1 106 obyvatel